# Blauet nan de Madagascar
El blauet nan de Madagascar (Corythornis madagascariensis) és una espècie d'ocell de la família dels alcedínids (Alcedinidae) que habita zones amb arbres, des de la selva fins a la sabana, a Madagascar.